# Xiaozhuang
Borjijit, Änkekejsarinnan Zhuang Wen, även kallad Xiaozhuang, född Bumbutai 1613, död 1688, var en kinesisk änkekejsarinna, känd som "Storänkekejsarinnan", gift med kejsar Hung Taiji, mor till kejsar Shunzhi och farmor till kejsar Kangxi. Hon utövade ett stort inflytande vid Kinas hov som änkekejsarinna under sin sons och sonsons regering 1643-88 och är känd i Kinas historia för visdom och politisk begåvning.

## Biografi
Borjijit föddes som Bumbutai, dotter till prins Jaisang av Khorchinmongolernas klan, och härstammade från Djingis Khan. Vid tolv års ålder gavs hon år 1625 som konkubin till prins Hung Taiji. Hennes faster (eller moster), Jere, var också gift med Hung Taiji. Året efter, 1626, blev Hung Taiji kejsare. År 1643 blev hon änka, och hennes son blev kejsare. 
1644 erövrade manchurerna Peking och sonen blev kejsare av Kina. Sonen var minderårig, och regeringen sköttes av faderns halvbror prins Dorgon. Efter Dorgons död förlorade han alla sina titlar postumt; orsaken anses vara, att han och änkekejsarinnan Borjijit, enligt en overifierad historia, hade gift sig i hemlighet efter kejsarens död. Borjigit ska ha spelat en viktig roll under dessa år, fast hon utåt uppförde sig diskret. 
År 1661 dog sonen, och hennes sonson Kangxi blev kejsare. Borjigit fick ansvaret för den omyndige och moderlöse kejsaren och samverkade med de fyra prinsregenterna i förmyndarrådet, Oboi, Sonin, Ebilun och Suksaha. Formellt var hon dock inte regent. Borjigit hade vuxit upp som nomad i Mongoliet och hade enkla vanor vid det annars luxuösa kejserliga hovet; bland annat vägrade hon att fira födelsedag, eftersom det kostade så mycket.